# Викаридж Роуд
«Ви́каридж Ро́уд» (англ. Vicarage Road) — домашний стадион футбольного клуба «Уотфорд» и регбийного клуба «Сараценс». Стадион заменил старую арену «Уотфорда» — «Уотфордс Кассио Роуд». Первый матч состоялся 30 августа 1922 года, в котором «шершни» принимали «Миллуолл».
До 2002 года стадион находился в собственности местной пивоваренной компании Benskins. «Уотфорд» смог выкупить стадион в январе 2002 года, но из-за финансовых сложностей был вынужден продать его через год. Однако благодаря пожертвованиям простых болельщиков и помощи знаменитого поклонника клуб сэра Элтона Джона, «Уотфорд» вернул себе права на стадион в сентябре 2004 года. С 1997 года на «Викаредж Роуд» играет свои домашние матчи знаменитый регбийный клуб «Сэрасинс».